# أمثلة متعددة الأهداف

الأمثلة متعددة الأهداف (بالإنجليزية: Multi-objective optimization)‏ الأمثلة متعددة الأهداف (المعروف أيضا باسم البرمجة متعددة الاهداف أو الأمثلة متعددة المعايير) هو مجال تعدد معايير صنع القرار، الذي يهتم بمشاكل الأمثلة الرياضية التي تنطوي على أكثر من دالة هدف واحدة  لتكون الأمثلة لهذه الدوال في وقت واحد. وقد تم تطبيق الأمثلة متعددة الأهداف في العديد من المجالات العلمية، بما في ذلك الهندسة والاقتصاد والخدمات اللوجستية ,حيث تحتاج القرارات المثلى التي يجب اتخاذها في وجود المفاضلة بين اثنين أو أكثر متضاربة الأهداف. تقليل التكلفة مع تحقيق أقصى قدر من الراحة في حين أن شراء سيارة، وتعظيم الأداء مع تقليل استهلاك الوقود وانبعاث الملوثات من سيارة , وتلك أمثلة من المشاكل الأمثلة متعددة الاهداف التي تشمل اثنين وثلاثة أهداف على التوالي. في مشاكل عملية، يمكن أن يكون هناك أكثر من ثلاثة أهداف.
بديهيا  في مشكلة الأمثلة متعددة الأهداف، ليس هناك وجود حل واحد للمشكلة الذي يمكن أن يحسن كل هدف في وقت واحد. في هذه الحالة، يقال أن دوال الهدف لتكون متضاربة، وهناك وجود (ربما لانهائي) عدد من الحلول المثلي . يطلق على الحل أنه غير سائد , إذا كان أي من دوال الهدف يمكن تحسين قيمة دون المهينة بعض القيم الأهداف أخرى. بدون إضافية المعلومات التفضيل الذاتية، يعتبر كل الحلول المثلى جيدة على قدم المساواة.قام الباحثون بدراسة المشاكل الأمثلة متعددة الأهداف من وجهات نظر مختلفة، وبالتالي، توجد فلسفات حل مختلفة لحل مشاكلها. قد يكون الهدف هو إيجاد مجموعة تمثيلية من الحلول المثلى، و / أو كميا المبادلات في تلبية أهداف مختلفة، و / أو إيجاد حل واحد الذي يرضي التفضيلات الشخصية للصانع القرار البشري.

## مقدمة
مشكلة الأمثلة متعددة الأهداف هي مشكلة تحسين الأمثلة التي تحتوي على دوال متعددة الاهداف.  يمكن صياغة مشكلة الأمثلة متعددة الأهداف  في مصطلحات رياضية، كما الأتي :
{\displaystyle {\begin{aligned}\min &\left(f_{1}(x),f_{2}(x),\ldots ,f_{k}(x)\right)\\{\text{s.t. }}&x\in X,\end{aligned}}}
حيث أن
{\displaystyle k\geq 2} عدد صحيح  هو عدد الأهداف و {\displaystyle X} تمثل متجه متغيرات القرار. وعادة ما يتم تعريف مجموعة من دوال القيود المفروضة علي المشكلة . وبالإضافة إلى ذلك، غالبا ما يتم تعريف قيم  المتجه لدالة الهدف قيم المتجه كما الأتي:
{\displaystyle f:X\to \mathbb {R} ^{k},\ f(x)=(f_{1}(x),\ldots ,f_{k}(x))^{T}}.
وإذا كان هدفنا أن دالة الهدف تكون أقصى حد ممكن، وهو ما يعادل سالب أقل حد ممكن لدالة الهدف . و يصبح المتغير {\displaystyle X} يكتب علي النحو التالي 
{\displaystyle Y\in \mathbb {R} ^{k}}
ويسمي{\displaystyle x^{*}\in X} حلا عمليا أو قرار ممكنا , و يسمي متجه {\displaystyle z^{*}:=f(x^{*})\in \mathbb {R} ^{k}} لحلا ممكنا {\displaystyle x^{*}\in X} متجه موضوعي .  
غالبا في الأمثلة متعددة الأهداف، ليس هناك وجود لحلا ممكنا حيث يمكنه أن يقلل من جميع وظائف موضوعية في وقت واحد. لذلك، وجدت الحلول باريتو المثلي. وهذه الحلول التي لا يمكن تحسينها في أي من الأهداف دون المهينة على الأقل واحد من الأهداف الأخرى. في المصطلحات الرياضية، الحل الممكن {\displaystyle x^{1}\in X} يسمي الحل الآخر ل (باريتو) السائد 
{\displaystyle x^{2}\in X} ، إذا
{\displaystyle f_{i}(x^{1})\leq f_{i}(x^{2})} لكل من {\displaystyle i\in \left\{{1,2,\dots ,k}\right\}}  و
{\displaystyle f_{j}(x^{1})<f_{j}(x^{2})} لواحد على الأقل من {\displaystyle j\in \left\{{1,2,\dots ,k}\right\}}.
والحل {\displaystyle x^{1}\in X} (الناتج عن {\displaystyle f(x^{*})}) يسمى باريتو الأمثل، إذا كان لا يوجد حل آخر الذي يهيمن عليه. وغالبا ما يطلق على مجموعة من النتائج المثلى باريتو في الجبهة باريتو أو باريتو الحدود.
الجبهة باريتو من مشكلة الأمثلة متعددة الاهداف محددة من قبل ما يسمى متجه موضوعي نادر {\displaystyle z^{nad}} و متجه موضوعي المثالي {\displaystyle z^{ideal}} ، إذا كانت هذه هي محدود. ويعرف المتجهان كما الأتي :
{\displaystyle z_{i}^{nad}=\sup _{x\in X{\text{ is Pareto optimal}}}f_{i}(x){\text{ for all }}i=1,\ldots ,k}
{\displaystyle z_{i}^{ideal}=\inf _{x\in X}{f_{i}(x)}{\text{ for all }}i=1,\ldots ,k.}
وبعبارة أخرى، فإن المتجهان يحددان الحدود العليا والسفلي لقيم دالة الهدف من الحلول المثلى لباريتو، على التوالي. في الممارسة العملية، يمكن أن يقرب متجه موضوعي نادر  فقط الي كل المجموعة المثلي لباريتوالتي تكون غير معروفة . وبالإضافة إلى ذلك، متجه موضوعي الطوباوي {\displaystyle z^{utopian}}
{\displaystyle z_{i}^{utopian}=z_{i}^{ideal}-\epsilon {\text{ for all }}i=1,\ldots ,k,}
حيث
{\displaystyle \epsilon >0} هو ثابت صغير، وغالبا ما يتم تعريفها لأسباب عددية.

## تطبيقات حول الأمثلة متعددة الأهداف

### علم الأقتصاد
في الاقتصاد العديد من المشاكل تنطوي أهداف متعددة جنبا إلى جنب مع القيود دمج هذه الأهداف مع القيود قابل للتحقيق. على سبيل المثال، يتم تحديد الطلب على السلع الاستهلاكية للسلع المختلفة عن طريق عملية أقصى منفعة من تلك السلع، هذه العملية تخضع لقيود على أساس مقدار الدخل المتاح للإنفاق على تلك السلع وحول أسعار تلك السلع. يسمح هذا القيد بأكثر من بضاعة ليتم شراؤها فقط مع التضحية بسلعة تستهلك أقل من الأخرى؛ بالتالي فإن الأهداف المختلفة (يفضل أقصى استهلاك لكل بضاعة) هي في صراع مع بعضها البعض. وهناك طريقة شائعة لتحليل هذه المشكلة هو استخدام الرسم البياني لمنحنيات اللامبالاة، وهو ما يوضح  الأولويات، وقيود الميزانية، حيث تمثل المقايضات التي يواجهها المستهلك.
هناك مثال آخر على إنتاج كميات محدودة ، والذي يحدد بدمج أنواع مختلفة من السلع يمكن أن تنتج من قبل المجتمع مع كميات معينة من الموارد المختلفة. تحدد حدود المقايضات التي تواجه المجتمع - إذا كان المجتمع يستفيد بشكل كامل من موارده، وأكثر من بضاعة واحدة يمكن أن تنتج إلا على حساب إنتاج أقل من سلعة أخرى. ويجب على المجتمع استخدام آلية معينة للاختيار بين الاحتمالات طبقا للحدود.
صنع سياسة الاقتصاد الكلي هو سياق يتطلب الأمثلة متعددة الأهداف. عادة يجب على البنك المركزي  أن يختار موقفا للسياسة النقدية و أن يوازن بين الأهداف المتنافسة - انخفاض معدلات التضخم والبطالة منخفضة، و انخفاض العجز التجاري، و للقيام بذلك، يستخدم البنك المركزي نموذجا للاقتصاد يصف كميا مختلف الروابط السببية في الاقتصاد؛ فإنه يحاكي نموذج مرارا وتكرارا للمواقف المحتملة المختلفة للسياسة النقدية، من أجل الحصول على قائمة من النتائج وتوقعات محتملة للمتغيرات المختلفة المهمة. ثم من حيث المبدأ فإنه يمكن استخدام دالة ذو هدف مجمل لتقيم ضوابط بديلة للنتائج المتوقعة، رغم أنه في الممارسة تستخدم البنوك المركزية التحكيم الغير كمي لعملية ترتيب البدائل واتخاذ الخيار السياسي.

### التمويل
في مجال التمويل، يوجد مشكلة مشتركة في اختيار الملف عندما تكون هناك اثنين من الأهداف المتعارضة - الرغبة في الحصول على القيمة المتوقعة من ملف العوائد تكون على أعلى مستوى ممكن مع الرغبة في الحصول على أدنى مستوى ممكن من المخاطر مقاسة بالانحراف المعياري لعائدات الملف. هذه المشكلة تمثل غالبا عن طريق الرسم البياني الذي يوضح الحدود لدمج أفضل بين كل من المخاطر والعائد المتوقع الموجود ، والتي تظهر منحنيات اللامبالاة لتفضيل المستثمر لمختلف مجموعات العائد المتوقع خطرها. ويطلق على مشكلة وجود الحل الأمثل للقيمة المتوقعة والانحراف المعياري لملف العائدات نوذج 2 لعزم القرار.

### التحكم الأمثل
المقالات الرئيسية: التحكم الامثل، البرمجة الديناميكية ومنظم العلاقة الخطية و العلاقة من الدرجة الثانية.
في الهندسة والاقتصاد، العديد من المشاكل تنطوي على أهداف متعددة والتي ليست للوصف باعتبارها أكثر و أفضل أو أقل و أفضل ، كلما كان ذلك أفضل؛ بدلا من ذلك، هناك قيمة مثالية لكل هدف، والرغبة في الحصول على أقرب ما يمكن إلى القيمة المطلوبة من كل هدف. على سبيل المثال، يمكن للمرء أن يرغب في ضبط استخدام وقود الصاروخ والتوجه بحيث يصل حد سواء إلى مكان محدد وفي وقت محدد. أو واحد قد يرغب في إجراء عمليات السوق المفتوحة بحيث أن كلا من معدل التضخم ومعدل البطالة أقرب إلى قيمها المطلوبة.
في كثير من الأحيان مثل هذه المشاكل تخضع لقيود المساواة الخطية التي تمنع جميع الأهداف من أن تلتقى في وقت واحد ، وخاصة عندما يكون عدد المتغيرات التي يمكن السيطرة عليها أقل من عدد الأهداف وعندما يوجد عشوائية يوجد عدم يقين. عادة يتم استخدام دالة من الدرجة الثانية متعددة الأهداف، و التكاليف المرتبطة بالأهداف تزيد تربيعيا مع مسافة الهدف من قيمته مثالية. متى تنطوي هذه المشاكل عادة يتم ضبط المتغيرات التي تسيطر عليها في نقاط مختلفة في الوقت و يتم تقييم الأهداف في نقاط مختلفة في الوقت المناسب، و استخدام الأسلوب الأمثل الزمنى.

### التصميم الأمثل
عملية تصميم المنتجات يمكن تحسينها بشكل كبير باستخدام تقنيات النمذجة، والمحاكاة والتحسين الحديثة. والسؤال الرئيسي في التصميم الأمثل هو مقياس ما هو جيد أو مرغوب فيه عند التصميم. قبل النظر للتصاميم المثلى من المهم تحديد الخصائص التي تساهم أكثر في القيمة الإجمالية للتصميم. التصميم الجيد عادة ما ينطوي على معايير متعددة / أهداف مثل تكلفة رأس المال / الاستثمار وتكاليف التشغيل، والربح، والجودة و استعادة المنتج، والكفاءة، والسلامة العملية، عملية الوقت الخ ولذلك، في التطبيقات العملية، أداء العملية وغالبا ما تقاس تصميم المنتج اعتمادا على الأهداف متعددة. هذه الأهداف وعادة ما تكون متضاربة، أي تحقيق القيمة المثلى لهدف واحد يتطلب حل واحد أو أكثر من الأهداف الأخرى.
على سبيل المثال، في صناعة الورق عند تصميم مصنع للورق، يمكن للمرء أن يسعى إلى تقليل كمية رأس المال المستثمر في مصنع للورق وتحسين نوعية الورق في وقت واحد. إذا تم تعريف تصميم مصنع للورق من قبل وحدات التخزين الكبيرة ويعرف نوعية الورق التي كتبها معايير الجودة، ثم مشكلة التصميم الأمثل للمصنع للورق ويمكن أن تشمل الأهداف مثل: الأول) التقليل من التباين المتوقع من تلك العلامة عالية الجودة و من لهم القيم الاسمية، والثاني) التقليل من الوقت المتوقع للفواصل والثالث) التقليل من التكلفة الاستثمارية لوحدات التخزين. هنا أقصى حجم من متغيرات تصميم. هذا المثال من التصميم الأمثل لمصنع اللورق هو تبسيط للنموذج المستخدم .

### إدارة الموارد الالسلكية
والغرض من إدارة الموارد الاسلكية لتلبية معدلات البيانات التي يتم طلبها من قبل مستخدمي الشبكة الخلوية. الموارد الرئيسية هي فترات زمنية، وكتل التردد، وانتقال الطاقة. كل مستخدم لديه هدف خاص ، على سبيل المثال، يمكن أن يدمج معدل البيانات ، وكفاءة الطاقة. وهذه الأهداف متضاربة حيث أن موارد التردد شحيحة للغاية، وبالتالي هناك حاجة لضيق إعادة استخدام التردد المكاني الذي يسبب تداخل هائل بين المستخدمين إذا لم يتحكم فيها بشكل صحيح. وتستخدم تقنيات متعدد المستخدمين في الوقت الحاضر للحد من التدخل باستخدام الكود المتكيف. إن مشغل الشبكة يرغب في جلب كل من تغطية كبيرة ومعدلات بيانات عالية، وبالتالي فإن المشغل يود إيجاد الحل الأمثل التي سوف توازن إجمالية سرعة نقل البيانات الشبكة وحقوق المستخدم بطريقة ذاتية مناسبة.
وغالبا ما تحل إدارة الموارد الالسلكية بالإدراج. و هواختيار دالة منفعة الشبكة التي تحاول تحقيق التوازن بين الإنتاجية وحقوق المستخدم. اختيار دالة المنفعة له تأثير كبير على التعقيد الحسابي الناتج عن الأمثلة أحادية الهدف. على سبيل المثال، المنفعة المشتركة لمعدل المجموع المرجح تسبب مشكلة صعبة و معقدة حيث تضاعف الجداول اضعافا مضاعفة مع عدد من المستخدمين، في حين أن  الناتج المرجح أقصى و أقل منفعة من الحقوق ينتج عنه مشكلة الحل الأمثل للشبه محدب فقط مع التحجيم  و متعدد الحدود مع عدد من المستخدمين.

### أنظمة الطاقة الكهربائية
إعادة التشكيل، من خلال تبادل الروابط الوظيفية بين عناصر النظام، تمثل واحدة من أهم القياسات التي يمكن أن تحسن الأداء التشغيلي لنظام التوزيع. مشكلة  وجود الحل الأمثل من خلال إعادة تشكيل نظام توزيع الطاقة الكهربائية، من حيث تعريفها، هي مشكلة التاريخية أحادية الهدف و بها قيود. منذ عام 1975، عندما ميرلين وباك قدما فكرة إعادة تشكيل نظام التوزيع للحد من الخسائر ، حتى في الوقت الحاضر، هناك الكثير من الباحثين قد اقترحوا أساليب وخوارزميات متنوعة لحل مشكلة إعادة تشكيل مسألة احادية الهدف. وقد اقترح بعض الكتاب السير على النهج باريتو في حلول الأمثلة (بما في ذلك خسائر الطاقة النشطة ومؤشرات الاعتمادية والأهداف). ولهذا الغرض، استخدمت أساليب مختلفة على أساس الذكاء الاصطناعي: الجينات صغيرة الحجم، التبادل الفرعى،  الحل الأمثل للجسيمات و التصنيف الجينى الغير سائد.